# Paradoxornis cap-roig
El paradoxornis cap-roig (Psittiparus bakeri) és una espècie d'ocell de la família dels paradoxornítids (paradoxornitidae), tot i que sovint encara se'l troba classificat amb els sílvids (Sylviidae). Es troba al nord del sud-est asiàtic. El seu hàbitat el conformen els matollars, els herbassars, les zones humides i els boscos tropicals i subtropicals de frondoses humits i de l'estatge montà. El seu estat de conservació es considera de risc mínim.

## Taxonomia
Les quatre espècies del gènere Psittiparus estaven classificades anteriorment en el gènere Paradoxornis i Psittiparus no fou recuperat fins al 2009 Aleshores estaven a la família dels sílvids (Sylviidae). Però el Congrés Ornitològic Internacional, en la seva llista mundial d'ocells (versió 10.2, 2020) el transferí finalment a la família dels paradoxornítids (Paradoxornithidae). Tanmateix, el Handook of the Birds of the World i la quarta versió de la BirdLife International Checklist of the birds of the world (Desembre 2019), aquest tàxon apareix classificat encara dins de la família dels sílvids.